# ITV歷史
ITV作為英國商業電視聯播網“獨立電視網”的歷史可以追溯到1955年。 “獨立電視”最初是一個由獨立所有的地區性公司所組成的聯播網，這些公司既是廣播公司也是節目製作公司。從四大電視公司在1955年到1956年期間於3個大地區經營6個電視台的開始，到1962年逐漸擴展到14個地區的17個電視台。這些地區電視台各自負責自己的品牌定位、節目編排及廣告安排，同時許多高峰時段的節目也會在聯播網上共享同步播出。
截至2016年2月29日，英格蘭和威爾斯的12個地區採用全國性的“ITV”品牌及節目編排；同時它們與北愛爾蘭第13個地區電視台“UTV”都完全屬於獨立電視公司。而蘇格蘭所擁有的2個地區電視台則使用“STV”這一品牌標識，且它們屬於蘇格蘭電視集團所有。

## 發展歷史

### 成立初期：1955年—1964年

1956年獨立電視網聯播台分佈圖
距離獨立電視首次信號傳輸一年後

1962年獨立電視網聯播台分佈圖
所有持牌公司均已開播所屬頻道

#### 組建之初
組建獨立電視聯播網是《1954年電視法令》頒布的結果；該法令為英國成立商業電視台鋪平了道路，同時也設立相應的監管機構——獨立電視管理局。 《1954年電視法令》本身並非沒有爭議，它在英國國會和輿論上都引起了廣泛爭論。法令得以通過是因為其中同意設立獨立電視管理局來監督新的電視服務不會走美國電視網那樣的發展道路；美國電視被英國的一些批評家斥為“粗俗”。其中一個最明顯的規定就是要求英國電視廣播機構必須將電視節目與電視廣告區分開。當時美國的電視中，遊戲節目主持人可能剛剛主持完一輪遊戲環節就會走下節目舞台開始販賣汽車；或者像《摩登原始人》中插播的香煙廣告等置入行銷內容與節目內容並無明顯區別。
新的“獨立電視”聯播網之所以得名是因為要“獨立”於英國廣播公司。英國廣播公司在獨立電視聯播網成立之前壟斷了整個英國的電視服務；其聯播網由眾多提供地區電視服務的公司組成，而它們也會向聯播網提供面向全國的電視節目內容。獨立電視聯播網的每個單獨的公司都通過405線電視系統進行甚高頻廣播；它們被要求提供本地電視服務內容，這其中包括本地新聞速報和地方紀錄片；同時它們還負責出售各自頻道的廣告時段。這一措施將確保獨立電視聯播網的各加盟公司相互競爭，從而使得任何一家公司都無法徹底壟斷商業廣播。但是，獨立電視聯播網的全國新聞節目並非由個別公司提供，而是由獨立電視新聞公司負責製作。獨立電視聯播網各區域電視台都有各自的台標，以區別其他電視台；這是因為廣播信號溢出或各接收設備接收能力不同而造成各區域電視台的信號有一定的重疊區域。
獨立電視聯播網組建後，倫敦地區、英格蘭中部地區和英格蘭北部地區由於還區分平日和週末，因此被創立了6個專營權。而獲得這6個專營權的公司被稱為“四巨頭”，它們是：聯合-麗的電視（倫敦地區平日專營權）、聯合電視（英格蘭中部地區平日專營權和倫敦地區週末專營權）、格拉納達電視（英格蘭北部地區平日專營權）和ABC週末電視（英格蘭北部地區週末專營權和英格蘭中部地區週末專營權）。它們是所有獨立電視專營權持牌公司中最為知名且為聯播網提供最多節目的公司。

#### 正式開播
獨立電視專營權的持牌公司中第一個開始廣播的是倫敦地區平日專營權所有者聯合-麗的電視，它於1955年9月22日晚上7點15分開始播出。在播出首晚，曾壟斷英國廣播服務的英國廣播公司在其BBC國內服務（後於1967年改組為BBC廣播四台）上播出了它們最受歡迎的肥皂劇《弓箭手》。在當晚播出的這集內容裡，肥皂劇的核心角色格蕾絲·阿切爾在火災中身受重傷。這次播出調整被視為是英國廣播公司迎戰獨立電視的一種策略，旨在通過本身的受歡迎節目來讓忠實的觀眾和聽眾遠離新的廣播電視服務。1955年9月23日，獨立電視實現了首次全天播出；同時英國首位女性新聞主播芭芭拉·曼德爾也正式出現在熒屏上。兩天後，倫敦地區週末專營權所有公司聯合電視也正式開播其頻道。
其他特許經營商也在倫敦地區開播一年後推出各自的電視頻道。而其他地區的專營權合同也由獨立電視管理局在1956年到1961年期間陸續簽約完。截至1962年9月，獨立電視聯播網各地區的加盟台全部開播。
| 專營權 授予日期 | 電視頻道 開播日期 | 專營區域                                                  | 節目編成公司                                                  |
| --------------- | ----------------- | --------------------------------------------------------- | ------------------------------------------------------------- |
| 1954年10月26日  | 1955年9月22日     | 倫敦地區（平日）                                          | 聯合-麗的電視                                                 |
| 1954年10月26日  | 1955年9月24日     | 倫敦地區（週末）                                          | 聯合電視（）                                                  |
| 1954年10月26日  | 1956年2月17日     | 英格蘭中部地區（平日）                                    | 聯合電視（）                                                  |
| 1955年9月21日   | 1956年2月18日     | 英格蘭中部地區（週末）                                    | 英聯影週末電視 （原於1954年10月26日授予凱姆斯利溫尼克電視台） |
| 1954年10月26日  | 1956年5月3日      | 英格蘭北部地區（平日）                                    | 格拉納達電視                                                  |
| 1955年9月21日   | 1956年5月5日      | 英格蘭北部地區（週末）                                    | 英聯影週末電視 （原於1954年10月26日授予凱姆斯利溫尼克電視台） |
| 1956年5月30日   | 1957年8月31日     | 蘇格蘭中部地區                                            | 蘇格蘭電視（）                                                |
| 1956年10月26日  | 1958年1月14日     | 威爾斯南部和英格蘭西部地區                                | 威爾斯和西部電視（）                                          |
| 1957年7月22日   | 1958年8月30日     | 英格蘭南部地區 （自1960年1月31日起包括英格蘭東南地區）    | 南部電視                                                      |
| 1957年12月13日  | 1959年1月15日     | 英格蘭東北地區                                            | 泰恩提茲電視                                                  |
| 1958年6月25日   | 1959年10月27日    | 英格蘭東部地區 （自1965年12月20日起包括林肯郡和東約克郡） | 盎格利亞電視                                                  |
| 1958年11月10日  | 1959年10月31日    | 北愛爾蘭地區                                              | 阿爾斯特電視（）                                              |
| 1959年10月16日  | 1961年4月29日     | 英格蘭西南地區                                            | 西方電視                                                      |
| 1960年5月5日    | 1961年9月1日      | 英蘇國界地區 （自1965年3月26日起包括曼島）                | 國界電視                                                      |
| 1960年8月2日    | 1961年3月31日     | 蘇格蘭北部地區                                            | 格蘭扁電視                                                    |
| 1960年3月28日   | 1962年9月1日      | 海峽群島地區                                              | 海峽電視（）                                                  |
| 1961年6月6日    | 1962年9月14日     | 威爾斯西部和北部地區                                      | 威爾斯（西部和北部）電視 / 威爾斯電視                         |

1960年1月1日，獨立電視聯播網各專營權公司以“獨立電視公司聯合會公司”的名義與獨立電視管理局一同成為歐洲廣播聯盟的活躍會員。

### 初次審查：1964年—1968年
1963年，獨立電視管理局主席查爾斯·希爾在《皮爾金頓報告》發佈後啟動了對所有獨立電視專營權公司的審查，該報告見證了BBC電視二台的開播並嚴厲批評了獨立電視台。
此次審查將核查各專營權公司的績效，以決定授予它們專營權延期還是將專營權轉授同地區的另一家公司。這個審查程序在獨立電視台發展初期經常發生並持續了十年。類似的審查通過保留剝奪公司專營權的可能性來督促其提高績效。新的專營權許可證還考慮到假如保守黨贏得1964年大選後將在超高頻波段推出獨立電視二台的可能。
雖然經過了審查，但是沒有一家已獲專營權牌照公司失去了自己的專營權，並且它們的專營權期限都從1964年7月開始被延長了三年；但是幾家大持牌公司被要求加強其屏幕上台標的地方色彩。
此時獨立電視聯播網的唯一變化就是威爾斯西部和北部電視破產並隨後被威爾斯和西部電視收購，這就導致了威爾斯和西部電視獲得了整個威爾斯及西英格蘭地區的獨立電視專營權。
威爾斯西部和北部電視的破產在於其組建發射機網絡出現困難，同時專營權牌照內對製作大量威爾斯語節目的嚴格規定也加重了其經營困難。這些情況導致威爾斯西部和北部電視損失了大量金錢，儘管其也得到了其他專營權公司的幫助，但威爾斯西部和北部電視還是於1964年1月26日宣佈破產——它是唯一如此做的獨立電視專營權公司。
整體而言，絕大部分獲得地區專營權的獨立電視公司們都在最初幾年實現了盈利，尤其是那些大地區的專營公司。
蘇格蘭電視台的加拿大裔創始人羅伊·湯姆森就將獨立電視專營權牌照稱為“印鈔許可證”。

### 巨頭變更：1968年—1974年

1968年獨立電視網聯播台分佈圖
獨立電視專營權於1968年發生重大改變

1967年6月12日，獨立電視管理局要求對1968年7月底開始執行的合同進行另一輪特許經營權審查，而這次審查將改變獨立電視台聯播網的本身結構。這次審查的重點是為即將到來的彩色電視廣播做好準備；同時確保假設保守黨贏得1970年的任何大選，獨立電視台聯播網能夠應對他們將提出的ITV2設想。在經過上一輪審查後僅有些許變化的現實後，這次審查中的某些公司之行為更是加深了公眾對獨立電視管理局的“傲慢”認知。例如：倫敦麗的呼聲的部門經理也以同樣的身份出現在競爭對手的申請表中；威爾斯和西部電視以自己和威爾斯（西部和北部）電視 / 威爾斯電視的名義同時提交了申請合同以避稅。因此查爾斯·希爾不得不宣佈在新一輪特許經營權審查中，“所有的賭注都已經取消”；並且會對專營地區進行調整。而在這個消息公佈後，媒體紛紛進行了大膽的猜測：蘇格蘭電視台將退出獨立電視台聯播網、倫敦麗的呼聲將取代南部電視已經其他瘋狂建議。
最終，獨立電視特許經營權的專營地區僅發生如下變化。
1. 英格蘭中部地區和北部地區的週末特許經營權被取消。
2. 英格蘭北部地區分拆為西北地區和約克郡地區；它們與中部地區的特許經營權合同都變更為每週七日均可播出。
3. 倫敦地區依舊保留週末和平日兩個專營權的劃分；但兩個專營權的區隔時間點從週六凌晨零時變更為週五下午七點。

持有獨立電視特許經營權牌照公司發生了重大變化。有些只是變更了合同內容，但有些則是完全換了新的公司來持有牌照。
1. 威爾斯和西部電視非常具有爭議性地失去了自己的專營權，而這個專用權將轉由哈勒赫電視持有。由於對這一變更感到不滿，威爾斯和西部電視在1968年3月4日便主動終止廣播，而此時距離合同到期還有五個月。由於哈勒赫電視要在同年5月20日才能正式接管該頻道，因此中間的電視服務暫由獨立電視管理局負責。
2. 聯合電視失去了他們的倫敦週末專營權，轉由大衛·弗羅斯特所領導的倫敦電視財團接管。後來該財團改名為倫敦週末電視。此前很多人猜測英聯影電視會獲得這個專營權。
3. 聯合電視獲得了英格蘭中部地區的整週廣播的特許專營權，從而取代了英聯影電視在這一地區的週末特許經營權資格。
4. 格拉納達電視獲得新設立的英格蘭西北地區的特許經營權，也取代了英聯影電視在這一地區的週末特許經營權資格。
5. 約克郡電視呼聲和約克郡獨立電視參與了對英格蘭約克郡地區專營權的爭奪。最後專營資格被授予給約克郡電視呼聲，因為它在最終關頭選擇兼併了約克郡獨立電視。新合併的電視公司名為約克郡電視，它取代了這一地區原來的格拉納達電視平日專營權和英聯影電視週末專營權。
6. 獨立電視管理局要求麗的呼聲與英聯影電視成立一家合資公司來負責倫敦地區的平日電視專營權，以期將英聯影電視繼續留在聯播網中。最後兩家公司合資成立了泰晤士電視，其中英聯影電視佔股51%，而麗的呼聲則佔股49%。
7. 羅伊·湯姆森被要求剝離他在蘇格蘭電視台所佔的大部分股份。

這次獨立電視聯播網的調整導致原本向聯播網輸出節目的主要公司從“四巨頭”（麗的呼聲、聯合電視、英聯影電視和格拉納達電視）變成了“五巨頭”（泰晤士電視、倫敦週末電視、聯合電視、格拉納達電視和約克郡電視）。
此外，獨立電視出版公司成立；它將負責出版獨立電視台聯播網全國性的節目編排表雜誌。雜誌被定名為《電視時代》；該雜誌名原本是倫敦地區節目表雜誌名，同時中部地區的節目表雜誌也短暫使用過該名稱。《電視時代》取代了除海峽群島地區外其他獨立電視專營地區的同類雜誌，並一直持續出版到1991年10月19日。
在這次改革舉措正式實施之前，獨立電視管理局主席查爾斯·希爾被時任英國首相哈羅德·威爾遜任命為BBC管理理事會的主席，同時又任命赫伯特·鮑登為新任獨立電視管理局主席。赫伯特·鮑登在回顧過查爾斯·希爾的舉措後，決定保留這些改革。

#### 1968年大罷工
這次獨立電視聯播網改革措施的實施導致了這些公司的行業動蕩。儘管在獨立電視管理局的要求下，獨立電視聯播網內部不存在所謂的“事業問題”；但是工人們卻不得不改變自己的工作地點，例如從曼徹斯特和伯明翰搬到利茲，或者從倫敦搬到卡迪夫，亦或者相對不那麼麻煩的從倫敦的一個地區搬到另一個地區。更多的員工雖然得以留在原地點辦公，但是他們的僱主卻發生了改變。工會堅稱這就是員工被裁員；儘管這些員工的工作有保障，但工會還是要求原僱傭公司支付裁員費。但是在支付裁員費的時候卻遇到了支付難題，因為這些員工只是改變了僱主而不是工作場所，例如類似特丁頓工作室的情況。即便如此，工會還是要求僱主公司想辦法支付裁員費；而作為回應，這些僱主公司則發出了最後警告。於是在改革措施實施前後的幾周內，獨立電視聯播網的僱員們自發舉行了罷工活動。
在改革措施實施後的週五，由於員工罷工和管理層的停工，整個獨立電視聯播網面臨停播危機。為了應對危機，在1968年8月份的大部分時間裡，地方電視台的節目被由管理層負責運營的單一全國節目所替代。1968年9月，勞資雙方都宣佈己方取得了罷工勝利，員工們陸續返回工作崗位。對於這次罷工的記憶，導致了獨立電視聯播網接下來幾十年不斷引發各種罷工騷亂。

#### 彩色電視改革
這一時期的獨立電視聯播網還引入了彩色電視和新的625線技術。
其實早在1960年代就有商業電視公司建議在當時現有的405線電視系統上引入彩色電視技術，但英國郵政總局卻堅持在更高清的625線超高頻廣播技術上再引入彩色電視。獨立電視最終在1969年在625線超高頻廣播系統上引入了PAL制式的彩色電視技術； 而BBC電視一台也在同年引入彩色電視技術，但BBC電視二台則到兩年後才引入。而且這個技術並沒有立即在英國全境普及，不同的地區在不同的時段採用彩色技術，期間相隔超過多年。
| 專營權區域             | 節目編排公司     | 彩色電視開播日期 |
| ---------------------- | ---------------- | ---------------- |
| 英格蘭中部地區         | 聯合電視（）     | 1969年11月15日   |
| 英格蘭西北地區         | 格拉納達電視     | 1969年11月15日   |
| 約克郡地區             | 約克郡電視       | 1969年11月15日   |
| 倫敦地區（週末）       | 倫敦週末電視（） | 1969年11月15日   |
| 倫敦地區（平日）       | 泰晤士電視       | 1969年11月17日   |
| 英格蘭南部和東南地區   | 南部電視         | 1969年12月13日   |
| 蘇格蘭中部地區         | 蘇格蘭電視（）   | 1969年12月13日   |
| 威爾斯和英格蘭西部地區 | 哈勒赫電視（）   | 1970年4月4日     |
| 英格蘭東北地區         | 泰恩提茲電視     | 1970年7月17日    |
| 北愛爾蘭地區           | 阿爾斯特電視（） | 1970年9月14日    |
| 英格蘭東部地區         | 盎格利亞電視     | 1970年10月1日    |
| 英格蘭西南地區         | 西方電視         | 1971年5月22日    |
| 英蘇國界和曼島地區     | 國界電視         | 1971年9月1日     |
| 蘇格蘭北部地區         | 格蘭扁電視       | 1971年9月30日    |
| 海峽群島地區           | 海峽電視（）     | 1976年7月26日    |

導致英國各地區彩色電視開播日期相差甚遠的主要原因是由於購買新廣播設備以及隨後通常伴隨的演播室升級所產生的高昂成本。

## 前持牌者
| 公司名稱             | 牌照性質                       | 持牌年限                     |
| -------------------- | ------------------------------ | ---------------------------- |
| 英聯影週末電視       | 英格蘭北部地區週末電視專營     | 1956年—1968年                |
| 英聯影週末電視       | 英格蘭中部地區週末電視專營     | 1956年—1968年                |
| 聯合-麗的            | 倫敦地區平日電視專營           | 1955年9月22日—1968年7月29日  |
| 聯合電視             | 英格蘭中部地區平日電視專營     | 1956年—1968年                |
| 聯合電視             | 倫敦地區週末電視專營           | 1956年—1968年                |
| 聯合電視             | 英格蘭中部地區全週電視專營     | 1968年—1981年                |
| 南部電視             | 英格蘭南部與東南部地區電視專營 | 1958年—1981年                |
| 泰晤士電視           | 倫敦地區平日電視專營           | 1968年7月30日—1992年12月31日 |
| 西南電視             | 英格蘭西南部地區電視專營       | 1982年1月1日—1992年12月31日  |
| 南方電視             | 英格蘭南部與東南部地區電視專營 | 1982年1月1日—1992年12月31日  |
| 威爾斯和西部電視     | 威爾斯和英格蘭西部地區電視專營 | 1958年—1968年                |
| 西方電視             | 英格蘭西南部地區電視專營       | 1961年—1981年                |
| 威爾斯西部和北部電視 | 威爾斯西部和北部地區電視專營   | 1962年—1964年                |
| 上午電視             | 全國性晨間電視專營             | 1983年—1992年                |
| 神諭電視             | 全國性圖文電視專營             | 1977年—1992年                |

## 牌照變遷

### 巨頭公司
最大的數家獨立電視網加盟電視台持牌公司被稱為“巨頭公司”；1968年之前為“四巨頭”，而1968年之後為“五巨頭”。這些公司所提供的節目佔據了聯播網的絕大部分節目編排；而這些節目或由其內部製作，亦或由委託獨立製作公司製作。“五巨頭”體系在1992年正式結束，這是由於《1990年廣播法令》引入了獨立電視網中心。獨立電視網中心的出現改變了獨立電視網節目委託製作的方式，使得小型獨立電視網加盟台持牌公司及獨立製作公司更容易為聯播網製作節目。
| 四巨頭時期     | 專營區域           | 專營區域     | 五巨頭時期    | 五巨頭時期    |
| 1955年—1968年  | 專營區域           | 專營區域     | 1968年—1981年 | 1982年—1992年 |
| -------------- | ------------------ | ------------ | ------------- | ------------- |
| 格拉納達電視   | 英格蘭北部（平日） | 英格蘭西北部 | 格拉納達電視  | 格拉納達電視  |
| 英聯影週末電視 | 英格蘭北部（週末） | 約克郡       | 約克郡電視    | 約克郡電視    |
| 英聯影週末電視 | 英格蘭中部（週末） | 英格蘭中部   | 聯合電視      | 中部電視      |
| 聯合電視       | 英格蘭中部（平日） | 英格蘭中部   | 聯合電視      | 中部電視      |
| 聯合電視       | 倫敦（週末）       | 倫敦（週末） | 倫敦週末電視  | 倫敦週末電視  |
| 聯合-麗的電視  | 倫敦（平日）       | 倫敦（平日） | 泰晤士電視    | 泰晤士電視    |

### 出典
1. ↑  . 獨立電視公司.   [2023-09-12]. （原始内容存档于2021-01-18）. Following the Television Act of 1954 which made commercial television in the UK possible, ITV first began broadcasting in 1955 on Channel 3 in the London area.
2. ↑  . 獨立電視公司.   [2023-09-13]. （原始内容存档于2021-01-18）.
3. ↑  . Soundscapes. 2001-04, 4  [2023-09-13]. ISSN 1567-7745. OCLC 671469824. （原始内容存档于2006-09-23）.
4. ↑  Richard Elen. . BFI Screenonline.   [2023-09-13]. （原始内容存档于2023-04-05）.
5. ↑  . TheBigTower.   [2023-09-16]. （原始内容存档于2023-04-06）.

## 外部連接
- ITVX （页面存档备份，存于）：獨立電視網旗下流媒體網站
- ITV媒體 （页面存档备份，存于）：獨立電視網官方網站
  - 獨立電視公司官方網站 （页面存档备份，存于）
  - 蘇格蘭電視集團官方網站 （页面存档备份，存于）

1965年獨立電視網聯播台分佈圖
威爾斯電視台（Teledu Cymru）在1964年破產後，其專營權由威爾斯和西部電視接手並於1965年擴大了專營範圍。

- Independent Tele Web （页面存档备份，存于）：關注英國獨立電視事業發展的網站
- 英國獨立電視監管機構列表 （页面存档备份，存于）